# Can Salavia
Can Salavia és una masia a poca distància de l'església romànica de Sant Andreu de Ruïtlles, sota els darrers contraforts de la Serra de Finestres. És de planta rectangular i teulat a dues aigües amb els vessants vers les façanes laterals. Disposa de baixos pis-habitatge i golfes. La façana principal del mas mira al costat de migdia, destacant-se per una eixida de dos pisos i boniques baranes de fusta. En els murs de Can Salavia s'aprecien diferents moments constructius. Volten el mas un gran nombre de cabanes i pallisses. Cal destacar la següent llinda d'una finestra de la façana de migdia amb l'any 1634.